# Eleccions legislatives gregues de desembre de 1915
Les eleccions legislatives gregues de desembre de 1915 se celebraren el 6 de novembre de 1915, marcades per l'abstenció del Partit Liberal de Venizelos pel seu enfrontament amb el rei Constantí I de Grècia, progermanòfil i contrari a la participació grega en la Primera Guerra Mundial.
| Resultats                                                                         | Resultats                          | Resultats          | Vots      | Vots  | Vots | Escons | Escons |
| Resultats                                                                         | Resultats                          | Resultats          | No.       | %     | +− % | No.    | +−     |
| --------------------------------------------------------------------------------- | ---------------------------------- | ------------------ | --------- | ----- | ---- | ------ | ------ |
|                                                                                   | Aliança de la Dreta (Εθνικόφρoνες) | Dimítrios Gúnaris  |           |       |      | 256    |        |
|                                                                                   |                                    | Nikólaos Theotokis |           |       |      | 21     |        |
|                                                                                   |                                    | Dimítrios Ral·lis  |           |       |      | 18     |        |
|                                                                                   | Independents de l'Epir del Nord    |                    |           |       |      | 19     |        |
|                                                                                   | Altres                             |                    |           |       |      | 22     |        |
| Votants                                                                           | Votants                            | Votants            | 1.300.000 |       |      | 316    |        |
| Vots vàlids                                                                       | Vots vàlids                        | Vots vàlids        | 334.945   |       |      |        |        |
| Participació                                                                      | Participació                       | Participació       |           | 48,8% |      |        |        |
| Font: Texts of Constitutional History (Greek Institute of Constitutional History) |                                    |                    |           |       |      |        |        |